# Kresteckij rajon
Il Kresteckij rajon (in russo Крестецкий район?) è un rajon dell'Oblast' di Novgorod, nella Russia europea; il capoluogo è Krestcy. Istituito nel 1927, ricopre una superficie di 2.790,63 chilometri quadrati ed ospita una popolazione di circa 15.000 abitanti.